# Lourinhã e Atalaia
Lourinhã e Atalaia est une paroisse civile portugaise (en portugais : freguesia) de la municipalité de Lourinhã, dans le district de Lisbonne.
Son nom officiel est União das freguesias de Lourinhã e Atalaia. Elle est créée par la loi no 11-A/2013 du 28 janvier 2013 portant réorganisation administrative du territoire des freguesias, en fusionnant Lourinhã et Atalaia. Son siège est à Lourinhã.
Lors du recensement de 2021, Lourinhã e Atalaia compte 12 342 habitants.